# Shi Pingmei

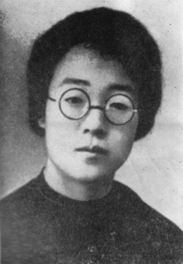
Shi Pingmei

Pingmei Shi o Shi Pingmei (20 de septiembre de 1902 - 30 de septiembre de 1928) fue una escritora china, considerada como una de las cuatro mujeres famosas por sus contribuciones a la literatura china moderna en la antigua República de China.

## Biografía
Shi nació en Taiyuan en 1902 en el condado de Pingding, provincia de Shanxi. Desde temprana edad fue excepcional, llegaba a memorizar libros enteros. Su padre no estuvo de acuerdo en que para mantener a las mujeres virtuosas las mantuvieran ignorantes y envió a su hija a la escuela en Taiyuan. Shi estudió en la capital provincial de Shanxi hasta los 18 años y se graduó en la Escuela de Enseñanza para Mujeres de Taiyuan. El coste de su educación era mínimo ya que no cobraban cargos por estudiantes excepcionales. La escuela había sido fundada por Lü Bicheng.
Shi se interesó por la política y por ese motivo se mudó a Beijing y se inscribió en el Colegio de Enseñanza para Mujeres. Se especializó en educación física en 1991, porque ese año no había curso para la literatura.
En 1923, después de abandonar la educación tuvo una vida ajetreada. Escribió poesía novedosa y se convirtió en una escritora popular de ideas marxistas. Su vida amorosa fue trágica. La engañaron para que jurara su amor eterno a un hombre casado. Cuando conoció a otro hombre, Gao Junyu, se sintió demasiado dañada para aceptar sus propuestas y solo aceptó tener una amistad. Gao Yunyu, era de la misma provincia de China y fue miembro fundador del partido comunista de China, era un comunista devoto y estaba casado. Cuando conoció a Shi, Gao Junyu se había divorciado de su esposa y la única muestra de amor que aceptó Shi fue un anillo de marfil que combinaba con uno que él llevaba.
En 1924, Shi editó Noticias de Beijing: Semanal de mujeres con Lu Jingqing.
Gao murió en el 1925 cuando Shi tenía 23 años y durante los siguientes tres años estuvo enterrado en el Taoran Pavilion. Mantuvo una amistad con famosos escritores Lu Yin y Lu Jingqing. Ambos amigos habían estado muy cerca de ella durante su vida con una intimidad similar al amor heterosexual. Los tres aparecen en el libro de Lu Yin y actúan como narradores de la historia ficticia de Shi Pingmei.
En 1926, Shi editó Noticias del mundo: Rosa semanal
En 1928, Shi murió de meningitis cuando tenía 26 años y fue enterrada junto a Gao Junyu en el Parque Taoranting. La historia fue destacada por Zhou Enlai cuando fue ministro de China comunista. Visitó sus tumbas y destacó que el amor y la revolución no eran incompatibles.
Shi murió y llegó a ser considerada en la República de China como una de las cuatro mujeres chinas más talentosas con Lü Bicheng, Eileen Chang y Xiao Hong. Después de su muerte, su amiga Lu Yin, Lu Jingqing editaron su obra en algunas colecciones, llamadas Tao Yu y Ou Ran Cao. Lu Yin escribió una novela basada en su historia de amor llamada "Anillos de Marfil". Esta historia se ha vuelto a contar en un libro y una película. Las tumbas de Gao Junyu y Shi fueron un lugar de peregrinación para parejas jóvenes y grupos después de que se publicara su historia.

## Obra
- Tao Yu  (1929)
- Ou Ran Cao (1929)
- Colección de Shi pingmei: ensayo (1983)
- Colección de Shi pingmei: poema y novela (1984)
- Colección de Shi pingmei: teatro nota sobres (1984)